# Novela de tesis

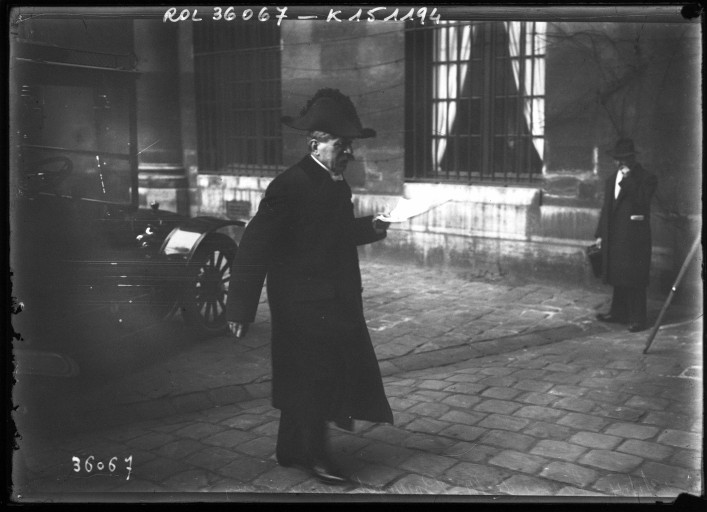
Paul Bourget (1852-1935)

La novela de tesis es la que se plantea como objetivo principal al desarrollo de una determinada opinión o ideología". Puesto que el término "novela de tesis" puede tener connotaciones negativas, recientemente se ha propuesto el término alternativo de "novela ideológica".
Este tipo de novela fue usada con gran éxito por los autores que han participado en el debate de ideas de los siglos XIX y XX, contando con ejemplos en la literatura francesa (Le disciple de Paul Bourget o Nido de víboras de François Mauriac), la rusa [La madre de Máximo Gorki) y la alemana (Así habló Zaratustra de Friedrich Nietzsche). Pionero es el género en España, donde se empezó a escribir después de 1875, tras el fracaso de la revolución de 1868. Pedro Antonio de Alarcón, Benito Pérez Galdós, S. de Villarminio y José María de Pereda son los autores más importantes de este género en la España del siglo XIX entre los años 1875 y 1880.  La novela de tesis o ideológica volvió a dominar el panorama literario entre autores que reaccionaron contra el formalismo vanguardista de comienzos del siglo XX, y entre autores afiliados a los movimientos de lucha obrera en los años que preceden a la guerra civil española de 1936.  Destacan, entre los autores españoles que practicaron este género en las tres primeras décadas del siglo XX, el escritor y político socialista Julián Zugazagoitia, Ciges Aparicio y el escritor comunista César M. Arconada. La novela ideológica volvió a interesar a los autores durante los años sesenta, cuando en España domina la estética del Realismo social y las teorías sobre el arte de Gyorgy Lukács. Destacan en este periodo los nombres de Antonio Ferres, Jesús López Pacheco y Armando López Salinas. Otros escritores del siglo XX que practicaron este tipo de novela son  Juan Goytisolo con Reivindicación del Conde Don Julián, o Carlos Fuentes con Terra Nostra, aunque ninguno de estos dos pueda ser considerado autor exclusivamente de novela de tesis, algo que también ocurre en el XIX con Galdós, que a lo largo de su carrera practicó multitud de géneros y se adhirió a diferentes estéticas.

## Concepto y evolución (1875-1880)
En el último cuarto del siglo XIX español, florece la novela de tesis. Este género se usa para debatir los conflictos religiosos y políticos característicos de la llegada de la modernidad, a las que corresponde la consiguiente secularización de la vida. Ejemplo de este conflicto encontramos en novelas como Doña Perfecta de Benito Pérez Galdós y Don Gonzalo González de la Gonzalera de José María de Pereda. En España el conflicto representado en muchas de estas novelas se concentró en el debate religioso y en debatir la labor rectora que la Iglesia mantenía en asuntos seculares pertenecientes a la sociedad civil. Este debate surgió con fuerza tras el fracaso de la revolución liberal, de 1868, conocida como la Gloriosa.  Esta revolución, que se había iniciado en septiembre de 1868, fracasa en los últimos días de 1874; el 29 de diciembre el general Arsenio Martínez Campos da un golpe de Estado en Sagunto, Valencia, poniendo fin al Sexenio revolucionario. La Restauración borbónica comienza en los primeros días de 1875.
En el desarrollo de la novela de tesis en España pueden establecerse al menos tres periodos bien delimitados. Un primer momento correspondiente a la reflexión y al debate de ideas que nace cuando la revolución es entendida como un fracaso, momento que se extiende de los últimos meses de 1874 a 1875.  Le sigue un periodo de conflicto y enfrentamiento en el que la novela, en vez de debatir ideas, se propone defender ideologías. Y, en fin, un tercer y último momento, en el que el interés por la novela de tesis decae, y el género deja de interesar a los autores.
Al primer periodo, correspondiente al debate de ideas, pertenecen las primeras muestras del género en España: El escándalo (1875), de Pedro Antonio de Alarcón, Doña Perfecta (1876) y Gloria (1876-1877), de Benito Pérez Galdós, que críticos como Leopoldo Alas "Clarín" saludaron como "novelas tendenciosas o filosóficas", declarando que este nuevo género "en nuestro país es de gran utilidad"  porque a través de él algunos autores "han emprendido la meritoria empresa de remover y conmover la conciencia nacional", despertando en el pueblo español "los dormidos gérmenes del pensamiento reflexivo de un sueño de siglos". Hay que añadir a estos títulos La novela de Luis de S. de Villarminio (1876), obra hoy desconocida. Al segundo momento pertenecen La familia de León Roch (1879) de Galdós, Don Gonzalo González de la Gonzalera (1878) y De tal palo, tal astilla (1879) de José María de Pereda. Y, en fin, al último momento destacado pertenece El Niño de la Bola de Pedro Antonio de Alarcón, novela que da la puntilla al género.
Estas novelas obedecían a un tipo de realismo docente heredero del idealismo estético, de inspiración alemana, que siempre concibió la literatura como un discurso transcendente con importantes implicaciones sociales. Galdós eligió este género para sus primerasNovelas españolas contemporáneas. En estas novelas Doña Perfecta, Gloria, La familia de León Roch, el novelista canario siguió el modelo de novela maniquea y pedagógica que es característico del género ideológico. En sus obras, enfrentó sus creencias  políticas liberales con el pensamiento tradicional que se oponía a la tolerancia y al cambio o el progreso. Frente a él, en el bando conservador, destacan dos novelistas, uno de pensamiento moderado o conservador, Pedro Antonio de Alarcón y otro de ideología carlista, José María de Pereda.
La cuestión religiosa fue central en este tipo de novelas en el caso español. Y se planteó no sólo en novelas de tesis del realismo, sino también en el esteticismo (Pepita Jiménez, de Juan Valera), el naturalismo (Tormento, de Galdós; La Regenta, de Leopoldo Alas), las espiritualistas (Ángel Guerra de Galdós, La fe de Armando Palacio Valdés, Una cristiana, de Emilia Pardo Bazán...), las de la generación del 98 (San Manuel Bueno, mártir de Unamuno), las del novecentismo (Nuestro Padre San Daniel de Gabriel Miró; A. M. D. G. de Ramón Pérez de Ayala; El convidado de papel, de Benjamín Jarnés...). La sociedad española vivió intensamente la pugna por el sometimiento de la Iglesia al régimen liberal (supresión de órdenes religiosas, exclaustraciones del clero regular, abolición de la Inquisición, desamortización de los bienes eclesiásticos), y en la segunda mitad la lucha a favor o en contra del imperio de la Iglesia católica sobre la enseñanza (especialmente la universitaria), el régimen familiar, la condición confesional del estado, o la ideología de la sociedad civil.
En el caso de Galdós domina la tesis social y religiosa; en el caso de Juan Valera, la psicológica; y en el caso de Alarcón, la social. El ejemplo más reconocido de este tipo de obras tal vez sea Doña Perfecta, de Benito Pérez Galdós.